# Neurather See
Der Neurather See, manchmal auch Martinssee genannt, ist ein Tagebaurestsee nordwestlich des heute zu Grevenbroich gehörigen Ortes Neurath.

## Entstehung: Tagebau Neurath-Nord
Der See entstand aus dem Restloch des Braunkohletagebaus Neurath-Nord. Hier, im Grubenfeld "Neurath 3", vormals "Prinzessin Victoria", wurde von 1960 bis 1985 Braunkohle abgebaut. Aufgeschlossen wurde der Tagebau von der Martinswerk GmbH für chemische und metallurgische Produktion aus Quadrath-Ichendorf, weshalb der See auch Martinssee genannt wird. Geführt wurde der Betrieb im Auftrag des Martinswerkes durch ein Konsortium unter der Führung der Strabag. Für den Abbau im Tagebau wurden Schaufelradbagger eingesetzt, das Verkippen des Abraumes erfolgte über Bandanlagen und Absetzer. Die Kohle wurde per LKW zum Martinswerk befördert, wo sie zur Erzeugung von Strom und Prozessdampf für die Herstellung von Hüttentonerde diente.
Nach der Stilllegung wurde die Tagebaufläche rekultiviert, teilweise verfüllt und teilweise geflutet.

## Nachfolgenutzung
Der Neurather See und sein Umfeld dienen heute primär der Naherholung. Das Ufer ist durch einen umlaufenden Weg für das Wandern und Spazierengehen erschlossen. Das Baden ist aus Sicherheitsgründen nicht erlaubt.
Der Angelverein ASV Glückauf bewirtschaftet den See als Angelgewässer für unter anderem  Karpfen, Rotaugen, Barsche, Schleien, Hechte, Zander und Aale.
Auf dem Betriebsgelände der Tagesanlagen des ehemaligen Tagebaus entstand ein Bauhof der Stadt Grevenbroich.
In geringem Umfang werden in den Neurather See über zwischengeschaltete Bioklärteiche warme Abwässer aus den nahegelegenen RWE-Kraftwerken Frimmersdorf und Neurath eingeleitet. Hierdurch erhöht sich die Wassertemperatur des Sees leicht; er friert im Winter später zu als andere Gewässer und ist deshalb ein beliebter Winterrastplatz für Wasservögel, darunter teilweise auch bedrohte und seltene Arten.
Am 13. April 1992 ereignete sich in der Region ein Erdbeben mit Epizentrum Roermond mit einer Stärke von 5,8 auf der Richterskala. In der Folge rutschte die Uferböschung des Sees auf einer Fläche von etwa 900 m² ab. Hiervon betroffen waren auch Teile des Wanderweges. Eine Ruhebank, Abfallbehälter und Hinweisschilder wurden ins Wasser gerissen; diese wurden 1996 durch Taucher geborgen.

### Photovoltaikanlage

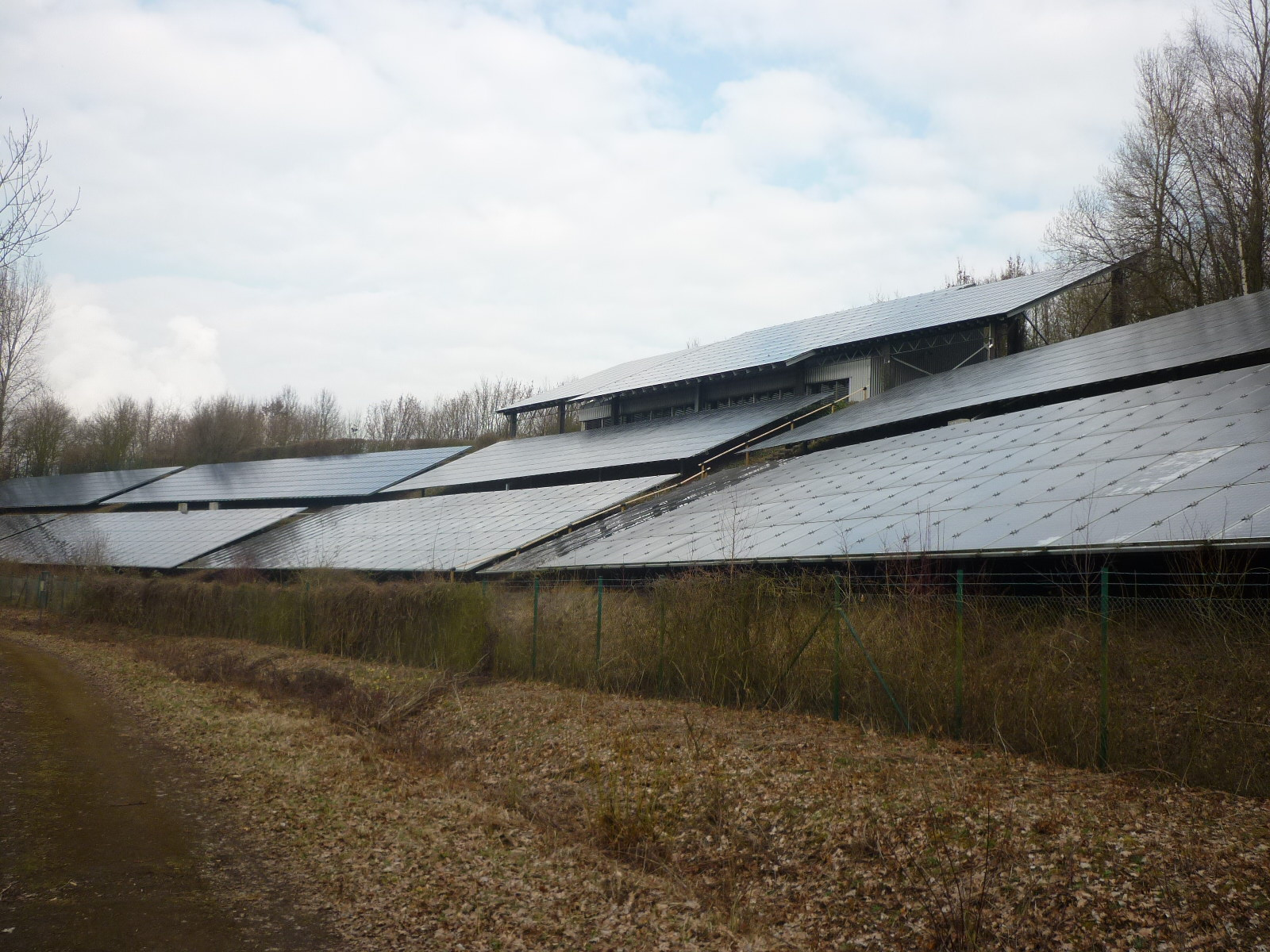
Photovoltaikanlage am Nordufer

Am Nordufer des Sees, also in Südhanglage, wurde 1991 von RWE eine Photovoltaik-Freiflächenanlage installiert.
Die Anlage baute auf Erkenntnissen aus der ähnlichen, drei Jahre zuvor errichteten Photovoltaikanlage Kobern-Gondorf auf. Bestehend aus 3.700 Modulen mit einer Fläche von insgesamt 3.500 m² erzeugt die Anlage am Neurather See mit spezifizierten 360 kWp jährlich etwa 270.000 kWh elektrische Energie. Zum Zeitpunkt der Errichtung war die Anlage Neurath das größte Photovoltaikkraftwerk in Deutschland; hier kamen erstmals in Deutschland Großmodule zum Einsatz.
Die Anlage ist die nördlichste Station auf der Straße der Energie.